# Dianne Holum
Dianne Holum (* 19. Mai 1951 in Chicago) ist eine ehemalige US-amerikanische Eisschnellläuferin und Eisschnelllauftrainerin. Sie gewann 1968 und 1972 insgesamt vier olympische Medaillen, darunter 1972 die goldene über 1500 Meter. Zu den von ihr betreuten Sportlern gehörte der fünffache Olympiasieger von 1980 Eric Heiden.

## Werdegang

### Eisschnellläuferin

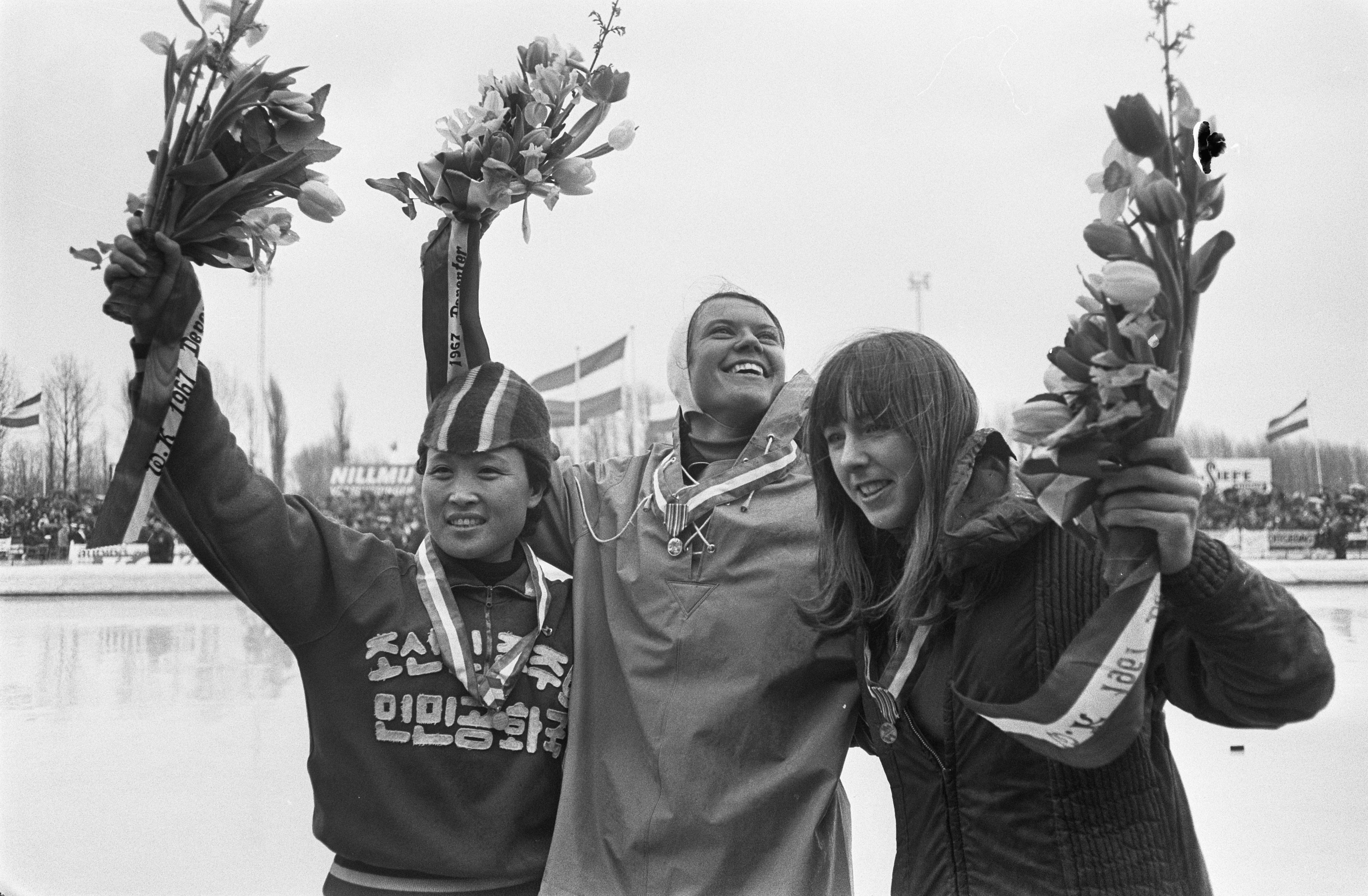
Dianne Holum (rechts) neben Kim Song-soon und Stien Kaiser bei der Mehrkampf-WM 1967

Dianne Holum stammt aus der Metropolregion Chicago. Sie wuchs mit mehreren Geschwistern in einer sportbegeisterten Familie auf. Ihr Vater hatte als junger Mann Baseball gespielt und führte seine Kinder an verschiedene Sportarten heran. Mit drei Jahren stand Dianne Holum erstmals auf dem Eis, anfänglich als Eiskunstläuferin. Als sie zehn Jahre alt war, zog ihre Familie von Franklin Park nach Northbrook. Dort trainierte sie im örtlichen Eisschnelllaufverein unter der Anleitung von Ed Rudolph, der Northbrook seit Mitte des 20. Jahrhunderts zu einem Zentrum des US-Eisschnelllaufs entwickelt hatte. Etwa 100 Kilometer nördlich von Northbrook in West Allis befand sich mit dem 1966 gebauten Wisconsin Olympic Ice Rink die zu diesem Zeitpunkt einzige 400-Meter-Eisbahn in den Vereinigten Staaten, die Holum und ihre Vereinskolleginnen im Winter zum Trainieren nutzten.
Als 14-Jährige wurde Holum nach Erfolgen auf nationaler Ebene zum ersten Mal für die Mehrkampfweltmeisterschaft nominiert, die 1966 im norwegischen Trondheim stattfand und bei der sie als bestes Streckenergebnis einen neunten Rang im 500-Meter-Sprint erreichte. Im Folgejahr gewann sie bei der Mehrkampf-WM 1967 im niederländischen Deventer ihre erste internationale Medaille: Sie belegte Platz drei der Gesamtwertung beim Sieg von Stien Kaiser und lief dabei die zweitschnellste Zeit über 500 Meter. Bei den olympischen Wettkämpfen in Grenoble 1968 gewann Holum Silber über 500 Meter und Bronze über 1000 Meter. Mit einer Zeit von 46,3 Sekunden auf der 500-Meter-Strecke war sie dabei auf die Zehntelsekunde zeitgleich mit ihren Teamkolleginnen Mary Meyers und Jenny Fish, die somit ebenfalls eine Silbermedaille gewannen. Holum war die einzige US-amerikanische Sportlerin, die bei den Winterspielen in Grenoble zweimal auf dem olympischen Podest stand.
In der Vorbereitung auf die Olympischen Winterspiele 1972 in Sapporo trainierte Holum mehrere Stunden täglich. Mit einem Teilzeitjob als Kellnerin im Sommer 1971 finanzierte sie für den Herbst einen dreimonatigen Trainingsaufenthalt in den Niederlanden. Dort trainierte Holum gemeinsam mit Stien Baas-Kaiser und verbesserte ihre Ausdauerfähigkeit, um auch auf den längeren Strecken konkurrenzfähig zu sein. Ein Artikel in der US-Zeitschrift Sports Illustrated charakterisierte sie als asketische und leidenschaftliche Wettkämpferin, die sich ihrem Sport wie einer Religion widme. In Sapporo wurde Holum über 1500 Meter mit einer Zeit von 2:20,85 Minuten und zwei Zehntelsekunden Vorsprung auf Baas-Kaiser Olympiasiegerin. Außerdem gewann sie – sechseinhalb Sekunden hinter Baas-Kaiser – die Silbermedaille über 3000 Meter. Mit Anne Henning entschied eine Vereinskollegin Holums aus Northbrook das 500-Meter-Rennen für sich. In den Wochen nach den Olympischen Spielen gewann Holum bei der Sprint-WM in Eskilstuna und bei der Mehrkampf-WM in Heerenveen Silber beziehungsweise Bronze.

### Eisschnelllauftrainerin
Holum beendete nach dem Winter 1972 im Alter von 20 Jahren ihre aktive Eisschnelllaufkarriere und nahm ein sportwissenschaftliches Studium an der University of Wisconsin–Madison auf, das sie 1976 mit einem Bachelor abschloss. Gleichzeitig begann sie als Sporttrainerin in örtlichen Vereinen zu arbeiten, darunter im Madison Speed Skating Club, wo sie unter anderem das junge Geschwisterpaar Beth und Eric Heiden betreute. Holum blieb bis zu deren Karriereende 1980 die persönliche Trainerin der Geschwister, die beide in die Weltspitze aufstiegen: Beth Heiden wurde Mehrkampfweltmeisterin 1979, Eric Heiden gewann sieben Weltmeistertitel und bei den Winterspielen 1980 fünf olympische Goldmedaillen. Ab Mitte der 1970er-Jahre war Holum zudem gemeinsam mit dem Niederländer Peter Schotting für das US-Nationalteam verantwortlich. In den 1970er-Jahren war Holum die einzige weibliche Trainerin von Weltklasse-Eisschnellläufern.
Als Trainerin setzte Holum – in Anbetracht der geringen Zahl an Eisbahnen in den Vereinigten Staaten – stark auf intensive Trockenübungen abseits des Eises, etwa auf Radfahren und Calisthenics. Ein Artikel der Washington Post bescheinigte ihr, sie lege als Übungsleiterin viel Wert auf emotionale Fürsorge und Ermutigung, und beschrieb sie als „Streichlerin, Egobuilderin und Hohepriesterin“ („a stroker, an egobuilder, a high-priesttess“), die großen Anteil am Erfolg der Heidens hatte. Zugleich sagte der Präsident des US-Eisschnelllaufverbandes George Howie, Holum neige dazu, Menschen mit ihrer aggressiven und temperamentvollen Art zu verärgern. Die Athletin Leah Poulos-Mueller äußerte sich angesichts des hohen Arbeitspensums kritisch gegenüber Holums Trainingsmethoden. Nach den Winterspielen 1980 zog sich Holum vorübergehend als Nationaltrainerin zurück und arbeitete Anfang der 1980er-Jahre mit dem Eishockeyteam der Colorado Rockies. 1983 kehrte sie wieder an ihre alte Position zurück und betreute die US-Eisschnellläufer bei den Olympischen Winterspielen 1984, ehe sich der Verband 1985 von ihr trennte. Sie blieb dem Eisschnelllauf als Trainerin in West Allis verbunden. Parallel dazu arbeitete sie in den 1990er-Jahren als Sportlehrerin an katholischen Grundschulen in der Gegend um Milwaukee.
Dianne Holum und der Nordische Kombinierer Mike Devecka – mit dem Holum nie verheiratet war – sind Eltern von Kirstin Holum (* 1980), die 1998 ebenfalls als Eisschnellläuferin an Olympischen Spielen teilnahm und im Vorfeld von ihrer Mutter trainiert wurde.

### Auszeichnungen
Seit Mai 1986 ist Holum Mitglied der US Speedskating Hall of Fame. Im Jahr 1993 wurde Holum in die Wisconsin Athletic Hall of Fame aufgenommen, zudem gehört sie seit 1996 der International Women’s Sports Hall of Fame an.

## Statistik

### Olympische Winterspiele
Dianne Holum nahm an zwei Olympischen Winterspielen teil: In Grenoble 1968 sowie in Sapporo 1972 gewann sie jeweils zwei Medaillen.
| Olympische Winterspiele | Olympische Winterspiele | 500 m | 1000 m | 1500 m | 3000 m |
| Jahr                    | Ort                     | 500 m | 1000 m | 1500 m | 3000 m |
| ----------------------- | ----------------------- | ----- | ------ | ------ | ------ |
| 1968                    | Grenoble                | 2.    | 3.     | 13.    | –      |
| 1972                    | Sapporo                 | −     | 6.     | 1.     | 2.     |

### Mehrkampf-Weltmeisterschaften
Von 1966 bis 1972 nahm Holum an sieben aufeinanderfolgenden Mehrkampfweltmeisterschaften teil. Sie gewann dabei zwei Bronzemedaillen. Die folgende Tabelle zeigt ihre Zeiten – und in Klammern jeweils dahinter ihre Platzierungen – auf den vier gelaufenen Einzelstrecken sowie die sich daraus errechnende Gesamtpunktzahl nach dem Samalog und die Endplatzierung. Die Anordnung der Distanzen entspricht ihrer Reihenfolge im Programm der Mehrkampf-WM zu Holums aktiver Zeit.
| Mehrkampf-WM | Mehrkampf-WM | 500 m (in Sekunden) | 1500 m (in Minuten) | 1000 m (in Minuten) | 3000 m (in Minuten) | Punkte  | Platz |
| Jahr         | Ort          | 500 m (in Sekunden) | 1500 m (in Minuten) | 1000 m (in Minuten) | 3000 m (in Minuten) | Punkte  | Platz |
| ------------ | ------------ | ------------------- | ------------------- | ------------------- | ------------------- | ------- | ----- |
| 1966         | Trondheim    | 48,60 (9)           | 2:42,90 (27)        | 1:40,20 (17)        | DNQ                 | 153,000 | 19.   |
| 1967         | Deventer     | 46,10 (2)           | 2:26,40 (5)         | 1:37,50 (3)         | 5:35,70 (9)         | 199,600 | 3.    |
| 1968         | Helsinki     | 46,50 (2)           | 2:35,60 (19)        | 1:38,80 (13)        | DNQ                 | 147,767 | 17.   |
| 1969         | Grenoble     | 46,90 (12)          | 2:26,50 (13)        | 1:33,50 (8)         | 5:14,40 (15)        | 194,883 | 12.   |
| 1970         | West Allis   | 46,06 0(4)          | 2:26,10 (5)         | 1:33,90 (5)         | 5:11,90 (6)         | 193,693 | 4.    |
| 1971         | Helsinki     | 48,30 (15)          | 2:25,60 (3)         | 1:33,00 (1)         | 5:16,00 (9)         | 196,000 | 4.    |
| 1972         | Heerenveen   | 43,59 0(1)          | 2:18,51 0(3)        | 1:31,73 0(3)        | 5:03,76 0(5)        | 186,252 | 3.    |

### Sprint-Weltmeisterschaften
Holum gewann zwischen 1970 und 1972 einmal Silber und einmal Bronze bei Sprintweltmeisterschaften (die 1970 zum ersten Mal ausgetragen wurden). Die folgende Tabelle zeigt ihre Zeiten – und in Klammern jeweils dahinter ihre Platzierungen – auf den vier gelaufenen Einzelstrecken sowie die sich daraus errechnende Gesamtpunktzahl nach dem Samalog und die Endplatzierung. Die Anordnung der Distanzen entspricht ihrer Reihenfolge im Programm der Sprint-WM zur aktiven Zeit Holums.
| Sprint-WM | Sprint-WM  | 500 m 1. Rennen (in Sekunden) | 1000 m 1. Rennen (in Minuten) | 500 m 2. Rennen (in Sekunden) | 1000 m 2. Rennen (in Minuten) | Punkte  | Platz |
| Jahr      | Ort        | 500 m 1. Rennen (in Sekunden) | 1000 m 1. Rennen (in Minuten) | 500 m 2. Rennen (in Sekunden) | 1000 m 2. Rennen (in Minuten) | Punkte  | Platz |
| --------- | ---------- | ----------------------------- | ----------------------------- | ----------------------------- | ----------------------------- | ------- | ----- |
| 1970      | West Allis | 46,16 (7)                     | 1:36,70 (7)                   | 46,68 (11)                    | 1:37,30 (16)                  | 189,840 | 9.    |
| 1971      | Inzell     | 44,89 (9)                     | 1:29,90 (4)                   | 44,58 0(6)                    | 1:29,20 (3)                   | 179,020 | 3.    |
| 1972      | Eskilstuna | 45,33 (8)                     | 1:31,88 (1)                   | 45,75 (11)                    | 1:32,65 0(1)                  | 183,345 | 2.    |

### Persönliche Bestzeiten
| Strecke | Zeit        | Datum          | Ort        |
| ------- | ----------- | -------------- | ---------- |
| 500 m   | 43,59 s     | 4. März 1972   | Heerenveen |
| 1000 m  | 1:28,70 min | 8. Januar 1972 | Davos      |
| 1500 m  | 2:18,51 min | 4. März 1972   | Heerenveen |
| 3000 m  | 4:57,90 min | 8. Januar 1972 | Davos      |